# Rochonia
Rochonia es un género de plantas con flores perteneciente a la familia Asteraceae.Comprende 5 especies descritas y de estas, solo 2 aceptadas.

## Taxonomía
El género fue descrito por Augustin Pyrame de Candolle y publicado en Prodromus Systematis Naturalis Regni Vegetabilis 5: 345. 1836.

## Especies
A continuación se brinda un listado de las especies del género Rochonia aceptadas hasta agosto de 2012, ordenadas alfabéticamente. Para cada una se indica el nombre binomial seguido del autor, abreviado según las convenciones y usos.
- Rochonia cinerarioides DC.
- Rochonia cuneata DC.